# Усманский земляной вал
У́сманский земляно́й вал (Тата́рский вал) — укрепление Белгородской засечной черты в Усманском районе Липецкой области. Памятник истории и культуры.

## История строительства
Усманский вал был насыпан служилыми людьми в 1650 году. В 6 метрах перед валом устанавливались двойные надолбы. Кроме того, вдоль него были вырублены все деревья и выжжена трава.
В 1684 году насыпали второй вал; высота достигла 5—6 метров .
Сегодня Усманский вал имеет три участка: между Куликовом и Никольским, между Никольским и Ударником и между Сторожевым и Новоуглянкой. В Никольском по валу проложена улица Чапаева.
По валу переброшены мосты через реки Излегощу и Полевую Излегощу (плотина). У запруды на реке Матрёнке вал прекращается.